# Around the World in 80 Days (televisieserie)
Around the World in 80 Days is een historisch drama-avonturenserie gebaseerd op de gelijknamige roman van Jules Verne uit 1873. De serie wordt geproduceerd door de European Alliance, een coproductiealliantie van France Télévisions, Rai en de ZDF. De eerste uitzending van de serie vond plaats op 11 december 2021 op het video on demandkanaal ZDFmediathek.

## Verhaal
Toen in 1872 een krantenartikel beweerde dat men in 80 dagen de wereld rond kon gaan, wedden de Londense excentrieke Phileas Fogg en zijn vriend Bellamy £ 20.000 bij de Reform Club dat hij precies dat zou kunnen doen. Hij berekent de dag waarop hij op kerstavond naar Londen terugkeert. Hij gaat op pad met zijn nieuwe dienaar Passepartout, een donkere Fransman, die wordt vergezeld door de ontluikende journalist Abigail. Abigail documenteert de gebeurtenissen tijdens de reis samen voor een column.
Bellamy huurt Mr. Kneedling in om de voortgang van de drie reizigers tegen te houden. Mr. Kneedling gebruikt Passepartout voor een korte tijd voor zijn taak, omdat hij alleen als een dienaar wordt gezien. Passepartout erkent echter de echte bedoelingen van Kneedling en steunt Phileas. Na verloop van tijd worden Phileas, Passepartout en Abigail vrienden en ontstaat er een romantische relatie tussen de laatste twee.
Het trio komt verschillende obstakels tegen die ze moeten overwinnen, maar ze komen steeds dichter bij hun doel om de wereld rond te varen. In New York ontmoet Phileas zijn oude liefde Estella weer, voor wie hij zelfs de plannen zou opgeven. Ze keren op het laatste moment terug naar Londen, maar denken dat het de 81ste dag is. De oude dienaar Grayson van Phileas vertelt het trio dat ze een dag hebben bespaard door over de datumgrens naar het oosten te reizen. Als gevolg hiervan arriveert Phileas op tijd bij de Reform Club en wint uiteindelijk de weddenschap. Bellamy's machinaties komen aan het licht en hij wordt uit de club gezet.

## Rolverdeling
| Acteur                | Personage               |
| --------------------- | ----------------------- |
| David Tennant         | Phileas Fogg            |
| Ibrahim Koma          | Passepartout            |
| Leonie Benesch        | Abigail 'Fix' Fortescue |
| Peter Sullivan        | Nyle Bellamy            |
| Jason Watkins         | Bernard Fortescue       |
| Anthony Flanagan      | Thomas Kneedling        |
| Leon Clingman         | Roberts                 |
| Shivaani Ghai         | Aouda                   |
| David Sherwood        | Samuel Fellentin        |
| Richard Wilson        | Grayson                 |
| Karina Ziana Gherasim | Urchin Girl             |
| Evan Hengst           | Reform Club Singer      |
| Victoria Smurfit      | Lady Clemency Rowbotham |
| Lindsay Duncan        | Jane Digby              |

## Afleveringen
| Aflevering   | Regie          | Scenario                                                                    | Originele datum (ZDFmediathek) |
| ------------ | -------------- | --------------------------------------------------------------------------- | ------------------------------ |
| Aflevering 1 | Steve Barron   | Ashley Pharoah & Caleb Ranson                                               | 11 december 2021               |
| Aflevering 2 | Steve Barron   | Ashley Pharoah (gebaseerd op een idee van Caleb Ranson)                     | 11 december 2021               |
| Aflevering 3 | Steve Barron   | Ashley Pharoah                                                              | 11 december 2021               |
| Aflevering 4 | Steve Barron   | Ashley Pharoah & Caleb Ranson                                               | 11 december 2021               |
| Aflevering 5 | Brian Kelly    | Ashley Pharoah & Jessica Ruston (gebaseerd op een idee van Debbie O'Malley) | 11 december 2021               |
| Aflevering 6 | Brian Kelly    | Peter McKenna                                                               | 11 december 2021               |
| Aflevering 7 | Charles Beeson | Stephen Greenhorn                                                           | 11 december 2021               |
| Aflevering 8 | Steve Barron   | Ashley Pharoah                                                              | 11 december 2021               |

## Productie
De opnames waren onder meer in Zuid-Afrika en Roemenië en werden in maart 2020 opgeschort vanwege de COVID-19-pandemie. De opnames werden op 1 oktober van dat jaar hervat. De titelmuziek werd gecomponeerd door Hans Zimmer.